# Claus Mortensen Tøndebinder
Claus Mortensen Tøndebinder (født ca. 1499, død ca. 1575) var en dansk præst og reformator.
Navnet Tøndebinder havde han efter sin stedfader, der var bødker, idet han så vidt vides ikke selv havde noget med dette erhverv at gøre.
Han var født i Malmø, blev præst og kom i 1526 til København, hvor han blev bekendt med den reformatoriske bevægelse, som han tilsluttede sig. Året efter vendte han tilbage til Malmø, og i kraft af sin ildhu og gode talegaver lykkedes det ham allerede i 1529-30 at få indført luthersk gudstjeneste i byen. 1528 udgav han den første danske salmebog, Malmø-salmebogen, som dog mest bestod af oversatte tyske salmer, bl.a. af Luther. Hans iltre temperament bragte ham på kant med Malmøs borgerskab, så han i 1541 måtte forlade sin post som byens sognepræst og blev forflyttet til en skånsk landsbykirke.